# Batur (sopka)
Batur je vulkanický komplex, sestávající ze dvou překrývajících se kalder a několika postkalderových dómů, maarů a stratovulkánu, nacházející se na indonéském ostrově Bali, severozápadně od stratovulkánu Agung.
Vnější kaldera má rozměry 10 × 13,5 km, vznikla před 29 300 lety a její severozápadní strana je v současnosti zalitá vodou jezera Batur, které je od roku 2012 společně s dalšími lokalitami na ostrově chráněno UNESCEM jako světové kulturní dědictví pod společným názvem „balijská kulturní krajina Subak“. Vnitřní kaldera má rozměry 6,4 × 9,4 km, vznikla před 20 150 lety a dno kaldery je pod úrovní hladiny jezera Batur. V kaldeře se nachází v současnosti aktivní sopečný kužel Batur (1 717 m). Erupce komplexu jsou charakterizovány středně silnými explozemi doprovázenými občasnými výlevy čedičových láv.